# カフェ・ボヘミアのケニー・ドーハム
| 専門評論家によるレビュー  | 専門評論家によるレビュー |
| レビュー・スコア          | レビュー・スコア         |
| 出典                      | 評価                     |
| ------------------------- | ------------------------ |
| Allmusic                  | [ 2 ]                    |
| The Penguin Guide to Jazz | · (Core Collection)      |

『カフェ・ボヘミアのケニー・ドーハム』 ('Round About Midnight at the Cafe Bohemia) は、アメリカ合衆国のジャズ・トランペット奏者ケニー・ドーハムのライブ・アルバム。日本語では、英語の原題に準じて『ラウンド・アバウト・ミッドナイト・アット・カフェ・ボヘミア』として言及されることもある。このアルバムは、1956年にカフェ・ボヘミアで録音され、1957年にブルーノート・レーベルからリリースされた。オリジナルのLP盤には6曲が収録されていたが、1984年には別テイクを含む11トラックを編集した日本盤LPが、日本のブルーノート・レーベルから『カフェ・ボヘミアのケニー・ドーハム Vol.2』(BNJ 61003)、『カフェ・ボヘミアのケニー・ドーハム Vol.3』(BNJ 61004) としてリリースされた。2002年にはCD2枚組の完全版がリリースされた。この他にも、9曲入りや10曲入りの日本盤CDなど、ボーナス・トラックが異なる様々な編集のCDが存在する。

## 評価
オールミュージック (Allmusic) のレビューは、星 4½ 個を付けた上で「この音楽は、リラックスし、グルーヴに浸るために作られている。誰であれ、夜に旅する人や、その日の終わりまでうまくやり遂げたいと思っている人を、大いに助けてくれることだろう。『The Penguin Guide to Jazz』 は、このアルバムをコレクションの核 (Core Collection) を構成する1枚として選び、満点の星4個を与えている。

## トラックリスト

### 1957年オリジナル盤LP
BLP 1524
後には、アルバム名に『Vol.1』が追記され、ボーナス・トラックが追加されてCDでリイシューされた。
| 全作詞・作曲: 特記のないものは、ケニー・ドーハムの作曲作品。 | |                                                |                                                |      |
| #                                                            | タイトル | 作詞                                           | 作曲・編曲                                     | 時間 |
| 1.                                                           | 「モナコ / Monaco」 | 特記のないものは、 ケニー・ドーハム の作曲作品 | 特記のないものは、 ケニー・ドーハム の作曲作品 | 6:30 |
| 2.                                                           | 「ラウンド・アバウト・ミッドナイト / 'Round About Midnight」(バーニー・ハニゲン、クーティ・ウィリアムス、セロニアス・モンク) | 特記のないものは、 ケニー・ドーハム の作曲作品 | 特記のないものは、 ケニー・ドーハム の作曲作品 | 7:45 |
| 3.                                                           | 「メキシコ・シティ / Mexico City」                                                                                           | 特記のないものは、 ケニー・ドーハム の作曲作品 | 特記のないものは、 ケニー・ドーハム の作曲作品 | 5:50 |

| #  | タイトル                                                                          | 作詞 | 作曲・編曲 | 時間 |
| -- | --------------------------------------------------------------------------------- | ---- | ---------- | ---- |
| 1. | 「チュニジアの夜 / A Night in Tunisia」(ディジー・ガレスピー、フランク・パパレリ) |      |            | 9:22 |
| 2. | 「ニューヨークの秋 / Autumn in New York」(ヴァーノン・デューク)                   |      |            | 4:33 |
| 3. | 「ヒルズ・エッジ / Hill's Edge」                                                  |      |            | 8:15 |

### 1984年日本盤LP『Vol.2』
BNJ 61003
| 全作詞・作曲: 特記のないものは、ケニー・ドーハムの作曲作品。 |                                                                                 |                                                |                                                |      |
| #                                                            | タイトル                                                                        | 作詞                                           | 作曲・編曲                                     | 時間 |
| 1.                                                           | 「K.D.ズ・ブルース / K.D.'s Blues」                                             | 特記のないものは、 ケニー・ドーハム の作曲作品 | 特記のないものは、 ケニー・ドーハム の作曲作品 | 9:28 |
| 2.                                                           | 「フー・ケアズ / Who Cares?」(ジョージ・ガーシュウィン、アイラ・ガーシュウィン) | 特記のないものは、 ケニー・ドーハム の作曲作品 | 特記のないものは、 ケニー・ドーハム の作曲作品 | 6:20 |
| 3.                                                           | 「メキシコ・シティ（別テイク） / Mexico City (alternate take)」                 | 特記のないものは、 ケニー・ドーハム の作曲作品 | 特記のないものは、 ケニー・ドーハム の作曲作品 | 6:44 |

| #  | タイトル                                                                                                  | 作詞 | 作曲・編曲 | 時間 |
| -- | --- | ---- | ---------- | ---- |
| 1. | 「ロイヤル・ルースト / Royal Roost」(ケニー・クラーク、ドーハム)                                          |      |            | 8:39 |
| 2. | 「マイ・ハート・ストゥッド・スティル / My Heart Stood Still」(ローレンツ・ハート、リチャード・ロジャース) |      |            | 7:50 |
| 3. | 「ザ・プロフェット / The Prophet」                                                                        |      |            | 6:18 |

### 1984年日本盤LP『Vol.3』
BNJ 61004
| 全作詞・作曲: 特記のないものは、ケニー・ドーハムの作曲作品。 |                                                                  |                                                |                                                |      |
| #                                                            | タイトル                                                         | 作詞                                           | 作曲・編曲                                     | 時間 |
| 1.                                                           | 「K.D.ズ・ブルース（別テイク） / K.D.'s Blues (Alternate Take)」 | 特記のないものは、 ケニー・ドーハム の作曲作品 | 特記のないものは、 ケニー・ドーハム の作曲作品 | 9:49 |
| 2.                                                           | 「リフィン / Riffin'」(ドーハム、ホレス・ヘンダーソン)           | 特記のないものは、 ケニー・ドーハム の作曲作品 | 特記のないものは、 ケニー・ドーハム の作曲作品 | 7:44 |

| #  | タイトル | 作詞 | 作曲・編曲 | 時間 |
| -- | --- | ---- | ---------- | ---- |
| 1. | 「フー・ケアズ（別テイク） / Who Cares? (Alternate Take)」(ジョージ・ガーシュウィン、アイラ・ガーシュウィン) |      |            | 4:59 |
| 2. | 「モナコ（別テイク） / Monaco (Alternate Take)」                                                             |      |            | 5:48 |
| 3. | 「NYテーマ / N.Y. Theme」                                                                                    |      |            | 5:35 |

### 2002年US盤CD2枚組
上記のLP盤3枚の内容17トラックを全て網羅したCD2枚組。
| 全作詞・作曲: 特記のないものは、ケニー・ドーハムの作曲作品。 |                                                                                   |                                                |                                                |              |       |
| #                                                            | タイトル                                                                          | 作詞                                           | 作曲・編曲                                     | LP盤との対応 | 時間  |
| 1.                                                           | 「K.D.ズ・ブルース / K.D.'s Blues」                                               | 特記のないものは、 ケニー・ドーハム の作曲作品 | 特記のないものは、 ケニー・ドーハム の作曲作品 | Volume 3     | 10:41 |
| 2.                                                           | 「ニューヨークの秋 / Autumn in New York」(ヴァーノン・デューク)                   | 特記のないものは、 ケニー・ドーハム の作曲作品 | 特記のないものは、 ケニー・ドーハム の作曲作品 | Volume 1     | 4:38  |
| 3.                                                           | 「モナコ / Monaco」                                                               | 特記のないものは、 ケニー・ドーハム の作曲作品 | 特記のないものは、 ケニー・ドーハム の作曲作品 | Volume 3     | 5:33  |
| 4.                                                           | 「NYテーマ / N.Y. Theme」                                                         | 特記のないものは、 ケニー・ドーハム の作曲作品 | 特記のないものは、 ケニー・ドーハム の作曲作品 | Volume 3     | 5:39  |
| 5.                                                           | 「K.D.ズ・ブルース / K.D.'s Blues」                                               | 特記のないものは、 ケニー・ドーハム の作曲作品 | 特記のないものは、 ケニー・ドーハム の作曲作品 | Volume 2     | 9:30  |
| 6.                                                           | 「ヒルズ・エッジ / Hill's Edge」                                                  | 特記のないものは、 ケニー・ドーハム の作曲作品 | 特記のないものは、 ケニー・ドーハム の作曲作品 | Volume 1     | 8:16  |
| 7.                                                           | 「チュニジアの夜 / A Night in Tunisia」(ディジー・ガレスピー、フランク・パパレリ) | 特記のないものは、 ケニー・ドーハム の作曲作品 | 特記のないものは、 ケニー・ドーハム の作曲作品 | Volume 1     | 9:31  |
| 8.                                                           | 「フー・ケアズ / Who Cares?」(ジョージ・ガーシュウィン、アイラ・ガーシュウィン)   | 特記のないものは、 ケニー・ドーハム の作曲作品 | 特記のないものは、 ケニー・ドーハム の作曲作品 | Volume 3     | 4:59  |
| 9.                                                           | 「ロイヤル・ルースト / Royal Roost」(ケニー・クラーク、ドーハム)                  | 特記のないものは、 ケニー・ドーハム の作曲作品 | 特記のないものは、 ケニー・ドーハム の作曲作品 | Volume 2     | 8:41  |

| #  | タイトル                                                                                                  | 作詞 | 作曲・編曲 | 時間 |
| -- | --- | ---- | ---------- | ---- |
| 1. | 「メキシコ・シティ / Mexico City」                                                                        |      |            | 6:02 |
| 2. | 「ラウンド・アバウト・ミッドナイト / 'Round About Midnight」(セロニアス・モンク)                          |      |            | 7:44 |
| 3. | 「モナコ / Monaco」                                                                                       |      |            | 6:37 |
| 4. | 「フー・ケアズ / Who Cares?」(ガーシュウィン、ガーシュウィン)                                             |      |            | 6:21 |
| 5. | 「マイ・ハート・ストゥッド・スティル / My Heart Stood Still」(ローレンツ・ハート、リチャード・ロジャース) |      |            | 7:49 |
| 6. | 「リフィン / Riffin'」(ドーハム、ホレス・ヘンダーソン)                                                    |      |            | 7:50 |
| 7. | 「メキシコ・シティ / Mexico City」                                                                        |      |            | 6:33 |
| 8. | 「ザ・プロフェット / The Prophet」                                                                        |      |            | 6:20 |

## パーソネル
- ケニー・ドーハム – トランペット
- J・R・モンテローズ – テナー・サクソフォーン (tracks 1, 3–7, 9–12 & 14–17)
- ボビー・ティモンズ – ピアノ
- ケニー・バレル – ギター (tracks 5–7, 9, 10 & 12–17)
- サム・ジョーンズ – ベース
- アーサー・エッジヒル（英語版） – ドラムス